# Shinee
Pour les articles homonymes, voir Shine.
SHINee (coréen : 샤이니) est un boys band sud-coréen sous le label SM Entertainment. Il débute le 25 mai 2008 avec le single Noona You're so Pretty 누난 너무 예뻐 (Replay).
Le groupe est composé de cinq membres âgés de 14 à 18 ans à leurs débuts : Onew (온유), Jonghyun (종현), Key (키), Minho (민호), et Taemin (태민). Jonghyun, chanteur principal, danseur et parolier, meurt le 18 décembre 2017 à l'âge de 27 ans, laissant une trace significative dans le monde de la K-pop. En 2018, SHINee connaît un hiatus afin que certains membres effectuent leur service militaire obligatoire. Après une pause de presque 3 ans, le groupe revient en 2021 avec leur album Don't Call Me.
Que ce soit au niveau vestimentaire ou musical, SHINee ont su se démarquer des autres boys band, s'imposer sur la scène musicale sud-coréenne, et devenir les précurseurs d'une nouvelle génération.

## Histoire
En mai 2008, des articles de presses en ligne annoncent la formation de SHINee par SM Entertainment,. Le nom du groupe signifie « ceux qui reçoivent la lumière » et vient de la combinaison du mot anglais shine (briller) et ee (recevoir).
Leur premier mini album, Replay, sort le 25 mai 2008 en Corée du Sud. Replay débute à la 10e place des hit-parades coréens puis atteint la 8e position et se vend à 17 957 exemplaires pour la première moitié de l'année 2008.
Le 7 juin 2008, SHINee participe au « Dream Concert » au stade olympique de Séoul en compagnie d'autres stars locales, telles que Epik High, Girls' Generation, Super Junior, TVXQ et les Wonder Girls,. Le groupe remporte sa première récompense, le Rookie of the Month, lors du « Cyworld Digital Music Award » du 22 juin 2008. En août, SHINee prend part au SMTown Live '08, une tournée organisée par SM Entertainment, en compagnie d'autres membres du label. Le 23 août, SHINee assiste au « MNet's 20's Choice Awards 2008 » où ils remportent le Hot New Star. Le boys band sort son premier album studio, The SHINee World, le 28 août 2008. L'album débute à la 3e place des charts et se vend à 30 000 unités.
Le premier single de l'album est Sanso Gateun Neo (Love Like Oxygen), une reprise de Show the World du chanteur danois Martin Hoberg Hedegaard. SHINee reçoit le « Mutizen » pour cette chanson, une récompense décernée par SBS's Popular Songs, puis le « Best New Artist » en compagnie du girl group japonais Berryz Kōbō lors du 5th Asia Song Festival.
Le 30 octobre, les SHINee sont présents au 2008 Style Icon Awards et remportent le « Best Style Icon Award ». Le même jour est commercialisé Amigo une réédition de l'album The SHINee World avec trois nouvelles chansons.
En fin d'année 2008, le groupe remporte le « Best Male Rookie » lors du dixième MNET KM Music Festival et le « YEPP Newcomer Album » durant le 23e Golden Disk Awards.
Le 25 mai 2009 sort le mini album Romeo, dont le premier single est la chanson Juliette,.
Le 16 octobre 2009, le clip de la chanson Ring Ding Dong est publié pour promouvoir leur album 2009, Year of Us, qui sort le 19 octobre.
Le 19 juillet sort leur second album Lucifer, ce qu'ils leur vaudra plusieurs récompenses, notamment le « Song of the Year » et « Best Choreography » aux Allkpop Awards[source secondaire souhaitée].
Trois mois plus tard, ils enchaînent avec la réédition de l'album Lucifer nommée Hello qui contient trois nouveaux titres ainsi qu'un clip intitulé également Hello[source secondaire souhaitée].
En mars 2012, le boys band sort leur mini-album homonyme.
Le groupe poursuit ensuite ses activités au Japon, en sortant les versions japonaises de Lucifer, Replay et Juliette. .

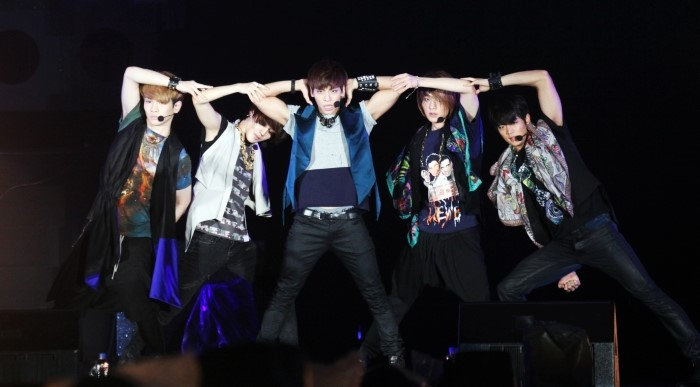
SHINee sur scène en 2012

En février 2013, SHINee fait son retour avec un nouvel album The Misconceptions of You - Dream Girl, contenant neuf pistes, dont le titre phare est Dream Girl.
En avril 2013, SHINee annonce son retour après seulement deux mois d'absence, avec un nouvel album intitulé The Misconceptions of Me - Why So Serious?, qui est la seconde partie du précédent opus, avec 9 nouvelles pistes. Le 22 avril 2013, un teaser du clip de leur nouveau single coréen intitulé Why so Serious ? est révélé. Le clip en entier est dévoilé le 26 avril 2013.
Jonghyun n'est pas présent dans le teaser et le clip car celui-ci, victime d'un accident de voiture, s'est fracturé le nez, et ne sera également pas présent pour les premières interprétations sur scène du groupe.
En octobre 2013, avec le mini-album intitulé Everybody, SHINee sort un troisième disque en seulement une année, composé de 7 pistes, dont le single du même nom. 
Au cours de l'année 2014, Minho, le rappeur principal, annonce malheureusement que le groupe ne fera pas de retour « coréen » cette année. Le boysband offre cependant un retour japonais à la rentrée 2014, avec l'album I'm Your Boy.

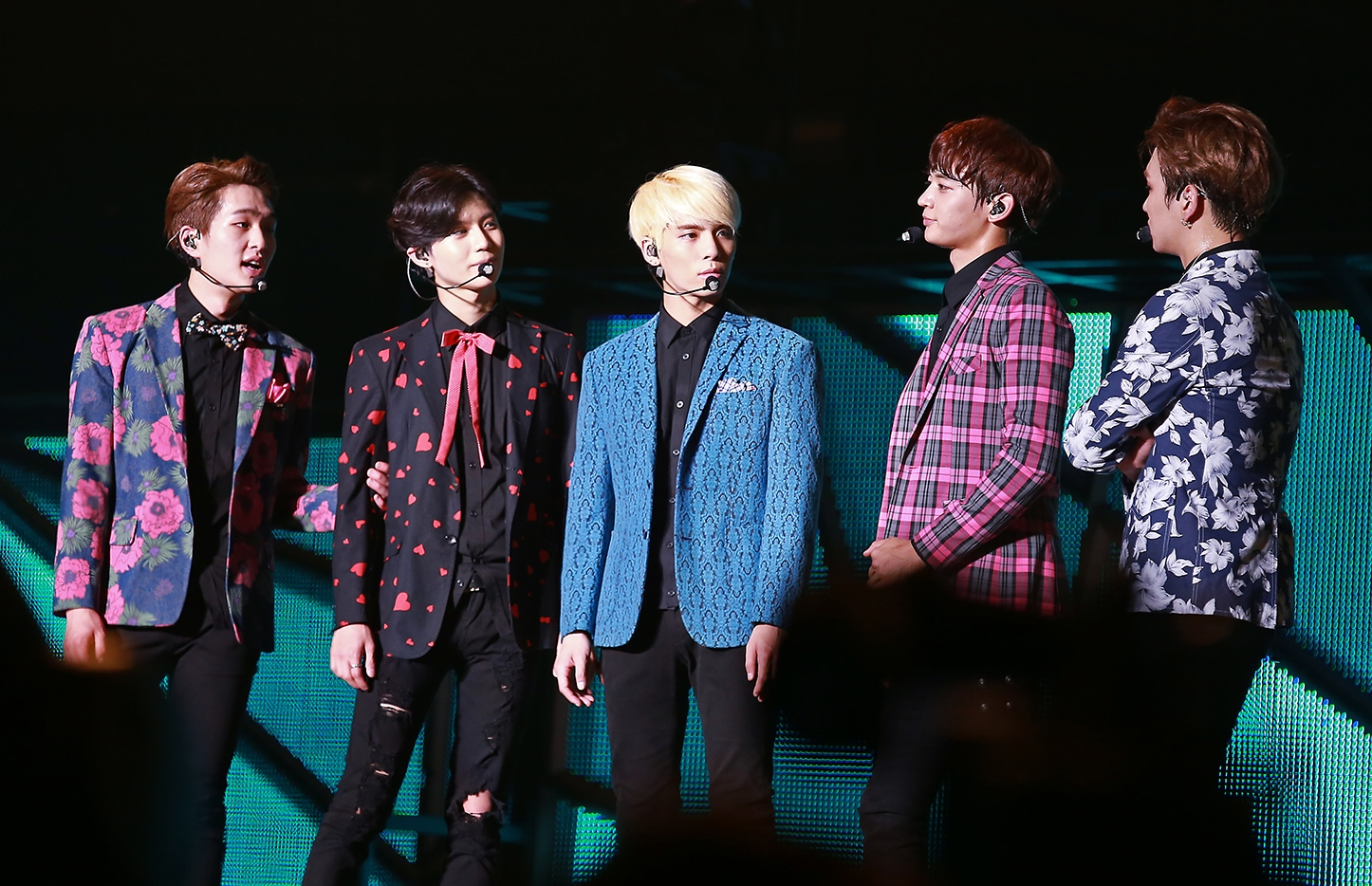
SHINee au SHINee World Concert III à Taïwan.

Le 11 mars 2015, SHINee sort un nouveau single japonais Your Number pour fêter leurs concerts au Tokyo Dome.
Dès leurs mises en ventes les billets pour le Tokyo Dome s'arrachent. Les deux concerts intitulés « SHINee WORLD 2014 ~I’m Your Boy~ Édition Spéciale au Tokyo Dome » réunissent 55 000 Shawols par concert. Les cinq membres ont des solos, Taemin et Jonghyun y chantent leurs titres solo phare respectifs : Danger et Déjà-Boo. Un total de 32 chansons plus un numéro de claquette d'Onew ont été interprétées par le groupe lors des deux concerts.
Après deux ans d'absence, les SHINee reviennent le 18 mai 2015 avec leur quatrième album coréen intitulé Odd. Ce dernier est constitué de onze pistes inédites dont la chanson View, les paroles de celle-ci ont été entièrement écrite et composé par Jonghyun,,. C'est un succès, la chanson récolte neuf récompenses musicales (une fois au MBC Show Champion, deux fois au KBS Music Bank, deux fois à SBS Inkigayo, une fois au Mnet M! Countdown, une fois au MBC Show! Music Core et une fois au MTV The Show). Odd se place 1re sur les sites de ventes physiques coréens comme Hanteo, Yes24, Synnara, et Aladdin pendant deux semaines (jusqu'au 31 mai). Il s'est également placé #1 sur Itunes dans six régions d'Asie et dans la catégorie des « World Albums » sur le Billboard. En deux semaines, l'album vend 165 000 copies, et 2 000 aux États-Unis.
L'album étant bien reçu par les fans, une réédition de l'album nommée Married To The Music sort le 2 août 2015. Il comporte quatre nouvelles chansons. Le dernier des 4 titres a droit à son clip vidéo, inspiré par le Rocky Horror Picture Show.
Le 18 décembre 2017, le chanteur principal Jonghyun met fin à ses jours. Dans la matinée du 18 décembre 2017, à la suite d'un appel de la sœur du chanteur, la police se rend à son domicile pour le découvrir inconscient. Il est transporté à l’hôpital universitaire le plus proche mais est déclaré mort quelques heures plus tard, dans la soirée. Supposés tenir une série de concerts au Japon en février 2018, les SHINee décident de continuer à faire leur promotion à quatre[source secondaire souhaitée]. 

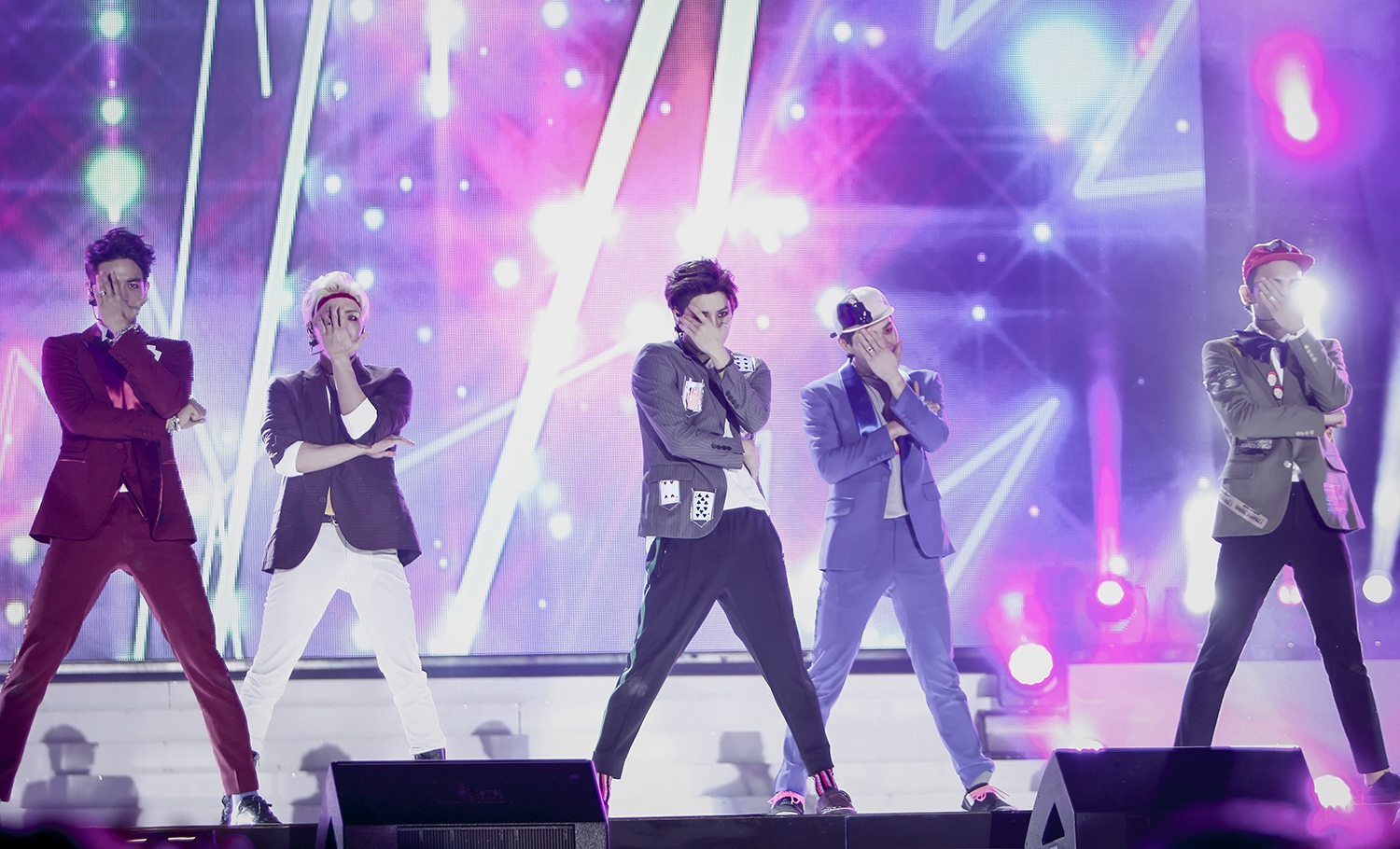
Shinee sur scène en août 2015

## Image du groupe
SHINee est connu pour son style vestimentaire créé par le designer Ha Sang Baek qui comprend notamment des chaussures de sport montantes, des slims et des pulls colorés. Leur style a créé un phénomène de mode parmi les étudiants que les médias ont surnommés la « tendance SHINee ». Cela a permis au groupe de signer des contrats publicitaires avec les marques Smart, Nana's B (marque de cosmétique sud-coréenne) et Reebok.

## Autres activités
SHINee participe à une émission de télé-réalité, SHINee's YunHaNam, diffusée sur Mnet d'août à octobre 2008, qui consiste à tenter de séduire une femme plus âgée.

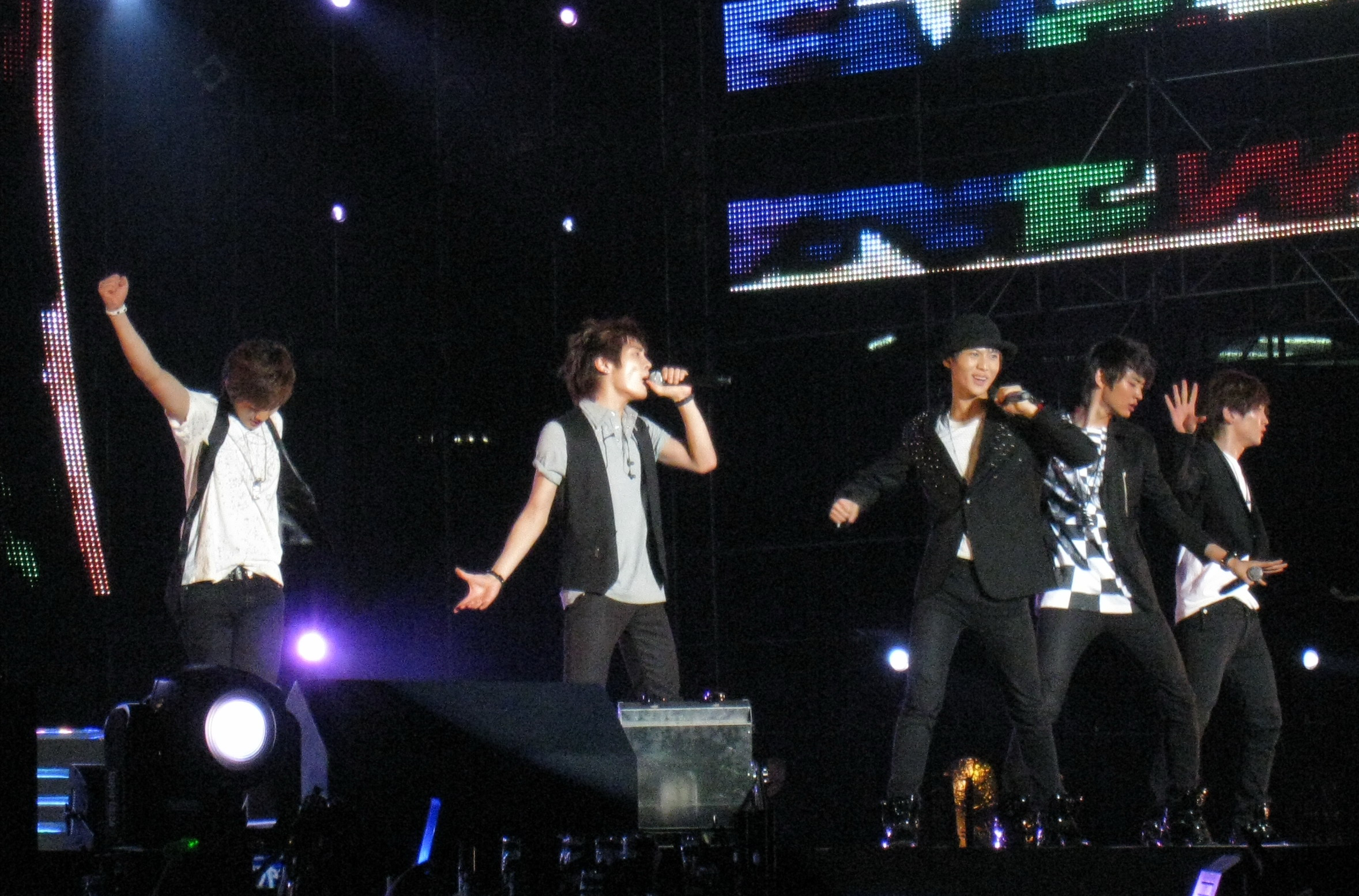
SHINee au SMTown Live Tour à Bangkok en 2009.

Le groupe enregistre en 2009 la chanson Stand By Me qui est utilisée dans la série Boys Over Flowers, adaptation en drama du manga japonais Hana yori dango. Ils sortent également le single Blue Pink Song pour la promotion de la marque Smart et Bodyguard pour la marque de téléphone portable coréenne Anycall.
Par la suite, SHINee participe de nouveau à une émission de télé réalité, intitulée Now It's Flower Boys Génération qui consiste à les former en tant que présentateurs télé. Ils ont d'ailleurs reçu divers célébrités, notamment les Girls' Generation, Super Junior et Koyote
En 2009, ils prennent le relais[pas clair] de Hello Baby, la saison 1 étant filmée avec les Girls' Generation. Dans cette émission, ils doivent prendre soin d'un bébé, nommé Yoogeun, et se comporter comme de bons pères.
En 2012, le groupe participe à l'émission Shinhwa Brodscast. Le 16 novembre 2012, ils participent également au 50e épisode de Knowing Brother.
SHINee participe à une émission de télé-réalité, SHINee's Wonderful Day, diffusée sur MBC Music de février à avril 2013, où chaque membre du groupe voyage pendant une semaine dans un pays qu'ils souhaitent visiter. Jonghyun choisit le Japon, Onew la Thailande, Taemin la Suisse quant à Key et Minho ils choisiront le Royaume-Uni[réf. nécessaire].

## Membres
| Nom de scène | Nom de scène | Nom de naissance | Nom de naissance | Date de naissance | Nationalité  | Position                                                   |
| Romanisé     | Coréen       | Romanisé         | Coréen           | Date de naissance | Nationalité  | Position                                                   |
| ------------ | ------------ | ---------------- | ---------------- | ----------------- | ------------ | ---------------------------------------------------------- |
| Onew         | 온유         | Lee Jin-ki       | 이진기           | 14 décembre 1989  | Sud-coréenne | Leader, chanteur principal, danseur, hyung (le plus vieux) |
| Key          | 키           | Kim Ki-bum       | 김기범           | 23 septembre 1991 | Sud-coréenne | Rappeur secondaire, danseur, chanteur                      |
| Minho        | 민호         | Choi Min-ho      | 최민호           | 9 décembre 1991   | Sud-coréenne | Rappeur principal, danseur, chanteur, visuel               |
| Taemin       | 태민         | Lee Tae-min      | 이태민           | 18 juillet 1993   | Sud-coréenne | Danseur principal, chanteur, maknae (le plus jeune)        |

## Ancien Membre
| Nom de scène | Nom de scène | Nom de naissance | Nom de naissance | Date de naissance | Nationalité | Position                    | Date de décès             |
| Romanisé     | Coréen       | Romanisé         | Coréen           | Date de naissance | Nationalité | Position                    | Date de décès             |
| ------------ | ------------ | ---------------- | ---------------- | ----------------- | ----------- | --------------------------- | ------------------------- |
| Jonghyun (†) | 종현         | Kim Jong-hyun    | 김종현           | 8 avril 1990      | Sud-coréen  | Chanteur principal, danseur | 18 décembre 2017 (27 ans) |

## Discographie

### Albums coréens
- The Shinee World (2008)

Amigo (repackage) (2008)
- Lucifer (2010)

Hello (repackage) (2010)
- The 3rd album (2013)

Chapter 1. Dream Girl – The Misconceptions of You (2013)
Chapter 2. Why So Serious? – The Misconceptions of Me (2013)
The Misconceptions of Us (repackage) (2013)
- Odd (2015)

Married to the Music (repackage) (2015
- 1 of 1 (2016)

1 and 1 (repackage) (2016)
- The Story of Light (2018)

The Story Of Light Ep 1 (2018)
The Story Of Light Ep 2 (2018)
The Story Of Light Ep 3 (2018)
- Don't Call Me (2021)
- Hard (2023)

### Albums japonais
- The First (2011)
- Boys Meet U (2013)
- I'm Your Boy (2014)
- DxDxD (2015)
- Five (2017)

## Concerts
| - Shinee World (2010–2011) - Shinee World II (2012) - Shinee World IV (2015) | - Shinee World III (2014) - Shinee World V (2016-2017) | - Shinee World 2012 (2012) - Shinee World 2013 (2013) - Shinee World 2014 (2014) - Shinee World 2016 (2016) - Shinee World 2017 (2017) - Shinee World The Best 2018 (2018) | - Shinee World VI (2023) | - Beyond Live — Shinee: Shinee World (2021) |

### Contributions
- SM Town Live '08 (2008–2009)
- SM Town Live '10 World Tour (2010–2011)
- SM Town Live World Tour III (2012–2013)
- SM Town Week - "The Wizard" (2013)[35]
- SM Town Live World Tour IV (2014–2015)

### En soutien
- TVXQ! Asia Tour "Mirotic" (2009)
- Girls' Generation Asia Tour "Into the New World" (2009–2010)

## Récompenses
| Année | Récompense |
| ----- | --- |
| 2008  | - Cyworld Digital Music Awards : « Rookie of the Month » (mai) - MNET 20's Choice Awards : « Hot New Star » - Asia Song Festival : « Best New Artist » - Style Icon Awards : « New Icon Award » - 15e Korea Entertainment Arts Awards : « Best Newcomer » - 10e Mnet Asian Music Awards : « Best Male Rookie » - 23e Golden Disk Awards : « YEPP Newcomer Album »                                          |
| 2009  | - 18e Seoul Music Awards : « Best Newcomer » - 24e Golden Disk Awards : « YEPP Popularity Award » |
| 2010  | - 16e Korea Entertainment Arts Awards : « Male Group Award » - 19e Seoul Music Awards : « Bonsang Award » - 2e Singapore Entertainment Awards : « New Generation Artist » - 25e Golden Disk Awards : « Popularity Award » - 25e Golden Disk Awards : « Disk Bonsang » (Lucifer) - 26e Annual Korea Best Dresser : « Best Dressed Singer »                                                                  |
| 2011  | - 20e Seoul Music Awards : « Bonsang Award » - 20e Seoul Music Awards : « Popularity Award » - 6e Asia Model Festival Award : « Popular Singer Award » - SBS MTV Best Of The Best : « Global Star » - K-Pop Lovers! Awards 2011 : « Single of the Year » (Replay – You’re my Everything) - K-Pop Lovers! Awards 2011 : « Artist of the Year » - MBC Gayo Daejun 2011 : « Most Anticipated Group for 2012 » |

### The Show
| Année | Date       | Chanson      |
| ----- | ---------- | ------------ |
| 2015  | 9 juin     | View         |
| 2016  | 11 octobre | 1 of 1       |
| 2018  | 5 juin     | Good Evening |

### Music Bank
| Année | Date       | Chanson                |
| ----- | ---------- | ---------------------- |
| 2009  | 5 juin     | Juliette               |
| 2009  | 19 juin    | Juliette               |
| 2009  | 30 octobre | Ring Ding Dong         |
| 2009  | 6 novembre | Ring Ding Dong         |
| 2010  | 30 juillet | Lucifer                |
| 2010  | 6 août     | Lucifer                |
| 2010  | 15 octobre | Hello                  |
| 2012  | 6 avril    | Sherlock (Clue + Note) |
| 2012  | 13 avril   | Sherlock (Clue + Note) |
| 2013  | 8 mars     | Dream Girl             |
| 2013  | 15 mars    | Dream Girl             |
| 2013  | 25 octobre | Everybody              |
| 2015  | 29 mai     | View,                  |
| 2015  | 5 juin     | View,                  |
| 2015  | 14 août    | Married to the Music   |
| 2016  | 14 octobre | 1 of 1                 |

### Inkigayo
| Année | Date         | Chanson                 |
| ----- | ------------ | ----------------------- |
| 2008  | 21 septembre | Love Like Oxygen        |
| 2009  | 28 juin      | Juliette                |
| 2009  | 5 juillet    | Juliette                |
| 2009  | 1er novembre | Ring Ding Dong          |
| 2009  | 8 novembre   | Ring Ding Dong          |
| 2009  | 15 novembre  | Ring Ding Dong          |
| 2010  | 8 août       | Lucifer                 |
| 2010  | 15 août      | Lucifer                 |
| 2010  | 17 octobre   | Hello                   |
| 2012  | 1er avril    | Sherlock (Clue + Note), |
| 2012  | 8 avril      | Sherlock (Clue + Note), |
| 2012  | 15 avril     | Sherlock (Clue + Note), |
| 2013  | 17 mars      | Dream Girl              |
| 2013  | 27 octobre   | Everybody               |
| 2015  | 31 mai       | View,                   |
| 2015  | 7 juin       | View,                   |
| 2016  | 16 octobre   | 1 of 1                  |
| 2021  | 7 mars       | Don't Call Me           |

### M! Countdown
| Année | Date         | Chanson                |
| ----- | ------------ | ---------------------- |
| 2008  | 18 septembre | Love Like Oxygen       |
| 2009  | 5 novembre   | Ring Ding Dong         |
| 2012  | 29 mars      | Sherlock (Clue + Note) |
| 2013  | 28 février   | Dream Girl             |
| 2013  | 7 mars       | Dream Girl             |
| 2013  | 14 mars      | Dream Girl             |
| 2013  | 31 octobre   | Everybody              |
| 2015  | 28 mai       | View,                  |
| 2015  | 4 juin       | View,                  |
| 2015  | 13 août      | Married To The Music   |
| 2016  | 13 octobre   | 1 of 1                 |
| 2018  | 21 juin      | I Want You             |
| 2021  | 4 mars       | Don't Call Me          |
| 2021  | 11 mars      | Don't Call Me          |

### Show Champion
| Année | Date       | Chanson                |
| ----- | ---------- | ---------------------- |
| 2012  | 27 mars    | Sherlock (Clue + Note) |
| 2012  | 3 avril    | Sherlock (Clue + Note) |
| 2013  | 27 février | Dream Girl             |
| 2013  | 6 mars     | Dream Girl             |
| 2013  | 13 mars    | Dream Girl             |
| 2013  | 20 mars    | Dream Girl             |
| 2013  | 23 octobre | Everybody,             |
| 2013  | 30 octobre | Everybody,             |
| 2015  | 27 mai     | View                   |
| 2015  | 12 août    | Married to the Music   |
| 2021  | 3 mars     | Don't Call Me,         |
| 2021  | 10 mars    | Don't Call Me,         |

### Show! Music Core
| Année | Date       | Chanson       |
| ----- | ---------- | ------------- |
| 2013  | 26 octobre | Everybody     |
| 2015  | 6 juin     | View          |
| 2021  | 6 mars     | Don't Call Me |